# Demência subcortical
Demências subcorticais incluem aquelas doenças que afetam predominantemente os gânglios da base, juntamente com características de declínio cognitivo. Os distúrbios que manifestam demência subcortical têm alterações patológicas que envolvem também estruturas como:  o tálamo, e os núcleos do tronco cerebral relacionados, com relativa preservação do córtex cerebral.
As doenças como paralisia supranuclear progressiva, coreia de Huntington e doença de Parkinson são diferentes em muitas características de outras demências corticais, como a doença de Alzheimer , onde o envolvimento cortical cerebral proeminente produz afasia, amnésia, agnosia e apraxia.. No entanto, esses pacientes apresentam clinicamente esquecimento leve e lentidão no processo de pensamento, além de movimentos anormais e problemas de motilidade.

## Características clínicas
A demência subcortical em geral é descrita como um conjunto de características que pode incluir  lentidão do processamento mental, esquecimento, cognição prejudicada, falta de iniciativa-apatia, sintomas depressivos (como anedonia, pensamentos negativos, comprometimento na autoestima e disforia), prejuizos nsa habilidades sociais juntamente com características extrapiramidais como tremores e movimentos anormais.
Na maioria dos pacientes com doença de Huntington, uma das primeiras características  que aparecem estão relacionadas com alterações na personalidade, no entanto, a demência também está presente nesses pacientes.
A doença de Parkinson é caracterizada por demência quando na idade avançada. A patogênese dessa demência é complexa, relacionada à deficiência de várias aminas biogênicas e à deposição de corpos de Lewy corticais, bem como às alterações cerebrais coexistentes relacionadas à idade, tanto do tipo Alzheimer quanto vasculares. No entanto, a degeneração dos neurônios colinérgicos no núcleo basal de Meynert pode ter uma contribuição importante para o declínio cognitivo.
Como regra geral, os primeiros sintomas da demência "cortical" incluem dificuldade com comportamentos de alto nível, como memória, linguagem, resolução de problemas e raciocínio, matemática e pensamentos abstratos – funções associadas ao córtex cerebral . Esses pacientes apresentam apraxia e agnosia proeminentes.  No entanto, na demência “subcortical” esses comportamentos de alto nível são menos afetados.

## Fisiopatologia
Na maioria dos tipos comuns de demência, há degeneração generalizada no córtex cerebral – como as placas e os emaranhados neurofibrilares, que são a marca registrada da doença de Alzheimer . Na demência subcortical, há danos direcionados às regiões localizadas abaixo do córtex.
O processo patológico que resulta em demência subcortical mostra alterações neuronais que envolvem principalmente o tálamo, os gânglios da base e os núcleos rostrais do tronco encefálico e, principalmente, algumas projeções na substância branca dessas regiões para o córtex, com relativa preservação do córtex cerebral.
Ela afeta a excitação, a atenção, o humor, a motivação, a linguagem, a memória, a abstração, as habilidades sociais (especialmente a empatia), as funções extrapiramidais e as habilidades visoespaciais. Além disso, danos ao prosencéfalo basal podem causar amnésia e distúrbios psicóticos.

## Controvérsia
Uma das críticas sobre o uso do conceito de demência subcortical é o fato de que o nome implica que ela é causada por lesões restritas às estruturas subcorticais. Com tudo, anatomicamente, nenhuma das demências neurodegenerativas é estritamente cortical ou subcortical. Na verdade, há invariavelmente uma sobreposição de alterações neuronais corticais e subcorticais em ambos os tipos de demência. A dicotomia entre demências corticais e subcorticais é questionada tanto da perspectiva neuropsicológica quanto da neuroanatômica.

## História
Charcot descreveu a demência como uma característica da doença de Parkinson. McHugh introduziu o conceito de demência subcortical.
Mayeux e Stern e seus colegas e Tierney e colaboradores têm criticado o conceito de demência subcortical.

## Exemplos
- Paralisia supranuclear progressiva (envenenamento crônico por acetogenina )
- Parkinsonismo atípico
- Doença de Binswanger (e outras formas de demência vascular )
- Degeneração corticobasal
- Doença de Huntington
- Atrofia de múltiplos sistemas
- Transtorno neurocognitivo associado ao HIV (HAND)
- Demência associada ao HIV